# Human Flow
Human Flow (dt. etwa „Menschenstrom“) ist ein Dokumentarfilm des chinesischen Künstlers Ai Weiwei aus dem Jahr 2017. Die deutsche Produktion blickt auf die globale Flüchtlingskrise mithilfe von Filmaufnahmen und Interviews in 23 Ländern.
Der Film wurde am 1. September 2017 im Wettbewerb der 74. Internationalen Filmfestspiele von Venedig uraufgeführt. Ein limitierter Kinostart erfolgte in den USA am 13. Oktober 2017. In Deutschland kam Human Flow am 16. November 2017 in die Kinos.

## Handlung
Über den Zeitraum eines Jahres erkundet der Film die globale Flüchtlingskrise, indem er die Notlage der derzeit 65 Millionen Menschen porträtiert, die gezwungenermaßen ihre Heimat verlassen mussten. Als Gründe werden Krieg, Hunger und der Klimawandel angeführt, welche die Menschen auf die lange und tückische Reise auf der Suche nach einem neuen Leben zwingen. Dabei bahnen sie sich ihren Weg durch überfüllte Flüchtlingslager, wagen die gefährliche Reise über das Meer und begegnen Stacheldrahtgrenzen. Porträtiert werden Einzelschicksale u. a. aus Afghanistan, Bangladesch, Frankreich, Griechenland, Deutschland, dem Irak, Israel, Italien, Kenia, Mexiko und der Türkei.
Darüber hinaus wird der Frage nachgegangen, ob die globale Gesellschaft einen Weg aus Angst, Isolation und Eigeninteressen zu mehr Offenheit, Freiheit und Respekt für die Menschheit finden kann.

## Entstehungsgeschichte
Human Flow entstand über den Zeitraum eines Jahres. An den Dreharbeiten waren insgesamt 25 Filmteams beteiligt, die in Afghanistan, Bangladesch, Frankreich, Griechenland, Deutschland, Ungarn, im Irak, Israel, Italien, Jordanien, Kenia, im Libanon, Mazedonien, Malaysia, Mexiko, Pakistan, den palästinensischen Autonomiegebieten, Serbien, der Schweiz, Syrien, Thailand und in der Türkei drehten, darunter auch der preisgekrönte Kameramann Christopher Doyle.

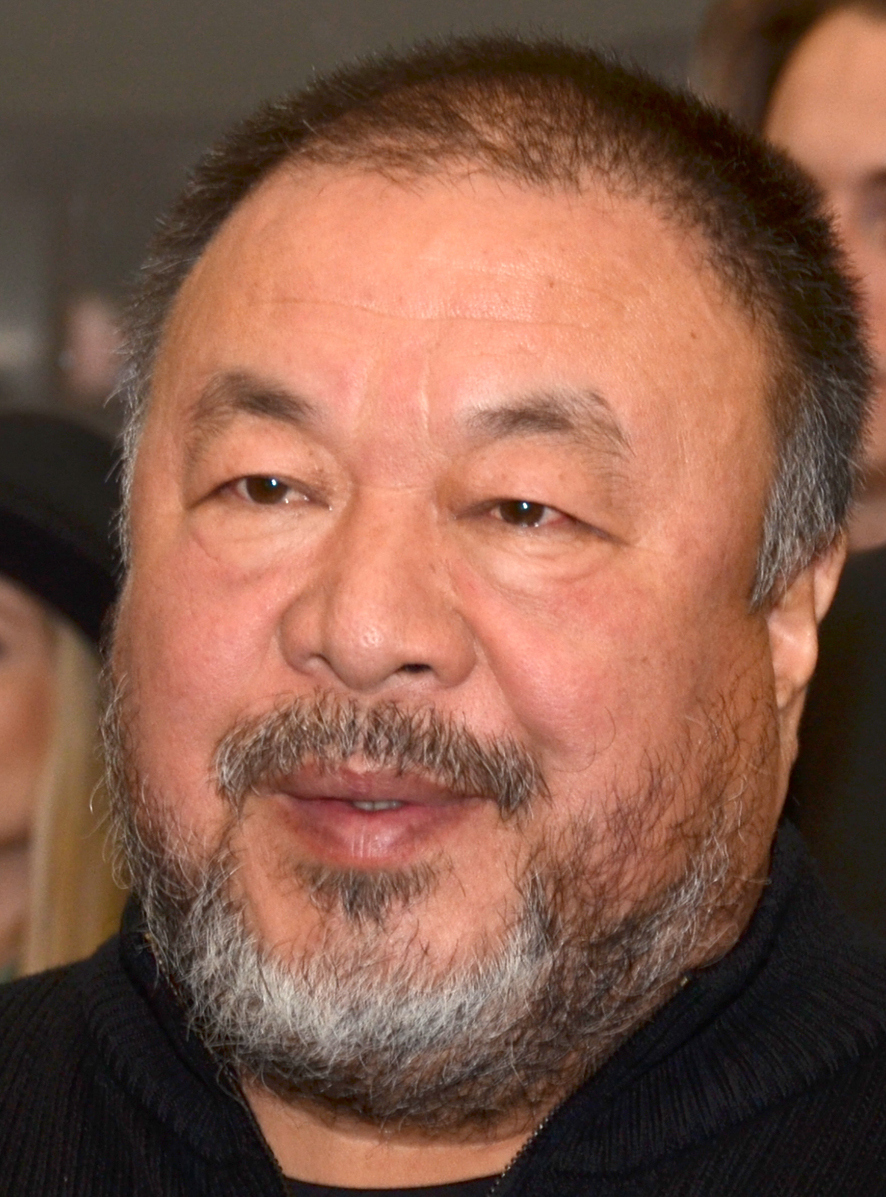
Ai Weiwei (2017)

Regisseur Ai Weiwei, der auch an Kamera und Produktion des Films mitwirkte, gab an, dass Human Flow „[…] eine sehr persönliche Reise […]“ sei. „[…] es ist ein Versuch zu verstehen, was es heute heißt, ein Mensch zu sein. Der Film ist mit der tiefen Überzeugung entstanden, dass die Menschenrechte zählen. In dieser Zeit der Unsicherheit brauchen wir mehr Toleranz, Mitgefühl und gegenseitiges Vertrauen, weil wir alle eins sind. Wenn wir das nicht erkennen, wird sich die Menschheit einer noch größeren Krise gegenübersehen“, so Ai Weiwei. Der chinesische Künstler hat ebenfalls persönlich Erfahrungen mit Heimatverlust und Vertreibung machen müssen – er wurde 2011 in seiner chinesischen Heimat verschleppt und inhaftiert, außerdem wurde ihm sein Pass abgenommen. Erst 2015 durfte er nach Berlin ausreisen, wo er seitdem lebt und arbeitet.
Ai Weiwei hatte sich bereits in vorherigen Arbeiten mit der Flüchtlingskrise auseinandergesetzt. Er war im Dezember 2015 im Urlaub mit seiner Familie auf der griechischen Insel Lesbos, als er am dortigen Strand Zeuge einer Landung von Flüchtlingen wurde. „Ich wusste nicht, dass der Besuch zu meiner größten menschlichen und künstlerischen Herausforderung werden würde“, so Ai Weiwei, der sich entschied, noch über Neujahr auf der Insel zu bleiben. Auch besuchte er dort erstmals ein Flüchtlingslager. In New York (2016) und Prag (ab 2017) wurde seine Installation Laundromat (dt.: „Waschsalon“) ausgestellt. Sie bestand aus 2046 Kleidungsstücken, die Flüchtlinge im griechischen Lager Idomeni zurückgelassen hatten. Ai Weiwei ließ die Kleidung waschen, bügeln und sortieren. 2016 hatte er 14.000 Schwimmwesten an den Säulen des Schauspielhauses Berlin sowie 1005 gebrauchte Rettungswesten in einem Teich des Wiener Schlosses Belvedere verteilt. Unter dem Titel Ai Weiwei. Libero (dt.: „frei“) fand ab September 2016 in Florenz für vier Monate die bislang größte Einzelausstellung des Künstlers statt, die ebenfalls Installationen zum Thema Flüchtlingskrise beinhaltete. Für gespaltene Kritik sorgte dabei die Installation Reframe, die aus 22 orangefarbenen Schlauchbooten bestand, die an der Fassade des Palazzo Strozzi befestigt waren. Ai Weiwei gab an, dass er jeden respektiere, der seine Freiheit suche, und bezeichnete die Flüchtlinge als „Helden unserer Zeit“. Ai Weiwei. Libero avancierte mit 150.000 Besuchern laut den Organisatoren zur meistbesuchten Ausstellung eines Gegenwartskünstlers. Weitere Ausstellungen Ai Weiweis zum Thema fanden 2016 in Amsterdam (#SafePassage, FOAM) und in Athen (Ai Weiwei at Cycladic, Museum of Cycladic Art) statt.

## Veröffentlichung
Ein erster Filmtrailer wurde einen Tag vor dem World Humanitarian Day, am 18. August 2017, veröffentlicht.
Die Verwertungsrechte für die USA sicherte sich Amazon Studios. Der Film wurde am 3. September 2017 beim Telluride Film Festival gezeigt. Ein Kinostart in ausgewählten Kinos in den USA erfolgte am 13. Oktober 2017. Am 16. November 2017 kam der Film in die deutschen Kinos. Im Frühjahr 2018 soll Human Flow in britische und irische Kinos kommen.

## Rezeption
Bei der Vorstellung der Wettbewerbsteilnehmer für die Filmfestspiele von Venedig am 27. Juli 2017 in Rom bezeichnete Festivalleiter Alberto Barbera Human Flow als „ziemlich außergewöhnlich“. Mit seiner Dokumentation ist Ai Weiwei das erste Mal im Wettbewerb eines A-Festivals vertreten. Zuvor hatte er seine Arbeiten mehrere Male auf der Kunstbiennale in Venedig ausstellen lassen.

### Anglo-amerikanischer Raum
Nach seiner Uraufführung erhielt der Dokumentarfilm im anglo-amerikanischen Raum überwiegend lobende Kritiken. Auf der Website Rotten Tomatoes hält Human Flow eine Bewertung von 86 Prozent, basierend auf sieben englischsprachigen Kritiken und einer Durchschnittswertung von 8/10 Punkten.
Lee Marshall (Screen Daily) rezensierte die Dokumentation als „einen zutiefst menschlichen Film“. Human Flow sei „ein vom Herzen kommender Aufruf zur Empathie“, habe aber „auch etwas von einer politisierten Naturdokumentation“. Marshall zeigte sich überrascht darüber, dass der sonst „trotzige“ und „kühne“ Menschenrechtler und Künstler Ai Weiwei einen „geordneten“, „zugänglicheren“ Film vorlege, der aufgrund seiner Struktur und Auseinandersetzung mehr einem „Mosaik“ ähnle. Ai Weiwei verbringe Zeit mit den Flüchtlingen, um ihre Erfahrungen zu verstehen. Er würde niemals im Stile eines „Schausteller-Erzählers“ wie Michael Moore auftreten. Einzelne Luftaufnahmen würden an die Dokumentarfilm-Reihe Planet Erde erinnern. Marshall fügte an, dass Human Flow im Gegensatz zu Ai Weiweis formalen Experimenten „auch ein wenig weniger rigoros in seinem thematischen und politischen Fokus“ sei. Der Künstler habe sich „wahrscheinlich mit dem menschlichen Fluss treiben“ lassen, „anstatt, a priori Ziele zu setzen“, was kein schlechter Ansatz sei. Dieser Umstand verlange aber „ein wenig Geduld vom Publikum ab und eine Auszeichnung für den Filmeditor“.
Ähnliches über die „Patchwork-Konstruktion“ des Films äußerte Robbie Collin (The Daily Telegraph), der sich durch die regelmäßigen Cameo-Auftritte von Ai Weiwei im Hintergrund an Alfred Hitchcock erinnert fühlte.
Jordan Hoffman (The Guardian) bemerkte, dass es „keinen Mangel an Dokumentarfilmen zu diesem Thema“ gebe, Human Flow komme aber „dem Verständnis der Gesamtheit des Themas am nächsten“. Der Film sei ein direktes Plädoyer an die Europäische Union, ihrer Flüchtlingscharta treu zu bleiben.
Jay Weissberg (Variety) bemängelte die fehlende Tiefe von Human Flow und bezeichnete die Dokumentation als „Flüchtlinge für Dummies“. Zwar gebe es filmisch „Momente von wahrer kompositorischer Schönheit“, aufgrund der hohen Zahl an Kameraleuten gebe es aber am „Gesamtpaket“ nichts „besonders charakteristisches“.

### Deutschsprachiger Raum
Gemischter fielen die Reaktionen im deutschsprachigen Raum aus:
Susanne Ostwald (Neue Zürcher Zeitung) sah einen „bildgewaltigen Dokumentarfilm über die weltweiten Flüchtlingsbewegungen“, der dem „Elend […] erstaunliche Schönheit“ abtrotze. Ai Weiwei hole „viel weiter“ aus, als es Gianfranco Rosi in seinem preisgekrönten Dokumentarfilm Seefeuer gemacht habe. Ai Weiwei habe „mit den Mitteln der Bilderkunst ein empathisches, tief bewegendes Werk geschaffen, das weit über sich hinausweist.“ Ostwald spekulierte, dass die Wettbewerbsjury des Filmfestivals von Venedig den Film unmöglich übergehen könne. Human Flow sei „ein bezwingendes Pamphlet für Menschlichkeit, das aufrüttelt, aber auch Mut macht. Das Deprimierende, Inhumane der Flüchtlingskrise soll nicht die Schönheit des Daseins an sich überlagern. Denn Schönheit ist das, was Ai vor allem am Herzen liegt. Es ist für ihn kein innerer Widerspruch, ansprechende Bilder von abschreckenden Vorgängen zu zeigen. Auch in der Lyrik, zu der Ai eine grosse Affinität hat […], ist es möglich, in schönen Worten die hässlichen Seiten der Welt zu beschreiben. Und so schafft er es, aus einem Dokumentarfilm Kunst zu machen“, so Ostwald.
Christiane Peitz (Die Zeit) verunsicherte der Film. Sie bemerkte, dass Human Flow das „ethische Dilemma“ der europäischen Zuschauer nicht thematisiere. Der schnelle Schauplatzwechsel bewirke eine „Immunisierung“, die Ai Weiwei eigentlich aushebeln wollte. „Oder entwickelt man mit solchen Bedenken nur einen Schutzmechanismus gegen den moralischen Appell, der in jeder einzelnen seiner Aufnahmen steckt?“, fragte sich Peitz am Ende ihrer Kritik.
Dietmar Dath (Frankfurter Allgemeine Zeitung) kritisierte stark die Mitwirkung Ai Weiweis in dem Film, die er als explizite Eigenwerbung des Künstlers empfand. Dath bezeichnete ihn als „Dokumentarist ohne jede Distanz zu sich selbst“.
Ähnlich reagierte Julya Rabinowich (Der Standard), die dem Film fehlende „Feinfühligkeit“ attestierte, der die globalen Flüchtlinge als „Masse“ begleite, „nicht als Individuen“. „Das vorübergehende Eintauchen in den langen Marsch durch Europa ist nicht mehr als ein Eintunken der Zehe ins wild bewegte Wasser der Entwurzelten. Wo Feinfühligkeit und Verantwortung für das fragile, verletzliche Gegenüber vonnöten wären, dort klafft emotionale Leere. Die schön inszenierten Bilder täuschen nicht über diese hinweg.“, so Rabinowich.

## Auszeichnungen
Human Flow konkurrierte bei den Filmfestspielen von Venedig um den Goldenen Löwen, den Hauptpreis des Festivals, blieb aber von der Wettbewerbsjury unprämiert. Der Film gewann in Venedig den Enrico Fulchignoni – CICT-UNESCO Award sowie den Cinema for UNICEF Award und erhielt lobende Erwähnungen bei der Vergabe des Fair Play Cinema Award (Preisträger: Ex Libris – The New York Public Library) und des HRNs Award – Special Prize for Human Rights (Preisträger: The Rape of Racy Taylor von Nancy Buirski). Am 7. Dezember 2017 wurde bekannt, dass sich der Film in der Vorauswahl befindet, aus der die Academy of Motion Picture Arts and Sciences die Nominierungen für die Oscarverleihung 2018 in der Kategorie Bester Dokumentarfilm bestimmen wird.